# 2-га піхотна дивізія (США)
2-га піхо́тна диві́зія а́рмії США (англ. 2nd Infantry Division) — військове з'єднання механізованих військ армії США. Заснована 26 жовтня 1917 року. Починаючи з 1960-х, поточною основною місією є превентивний захист Південної Кореї в разі вторгнення з Північної Кореї. У 2-й піхотній дивізії налічується приблизно 17 000 солдатів, 10 000 з них дислокуються в Південній Кореї, що становить близько 35% особового складу Збройних сил США в Кореї. Позначена як 2nd Infantry Division-ROK/U.S. Combined Division (2ID/RUCD), дивізія доповнюється ротаційними бригадними бойовими групами (BCT) з інших підрозділів армії США. Штаб-квартира розташована у Форт Льюїс, Південна Корея.
2-га піхотна дивізія на відміну від інших з'єднань армії США має у своєму складі військовослужбовців-корейців (так званих KATUSAs (англ. Korean Augmentation to US Army). Ця програма розпочалася в 1950 за домовленістю з першим президентом Південної Кореї Лі Синман. Близько 27 000 KATUSA служили в армії США наприкінці Корейської війни. За станом на травень 2006 близько 1100 корейських військовослужбовців проходить військову службу в лавах 2-ї піхотної дивізії. Крім того, з 1950 по 1954 до складу дивізії входило понад 4748 нідерландських солдатів.

## Структура дивізії

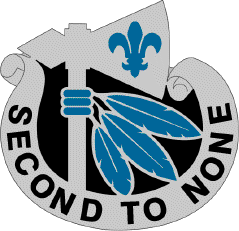
Відзнака дивізії

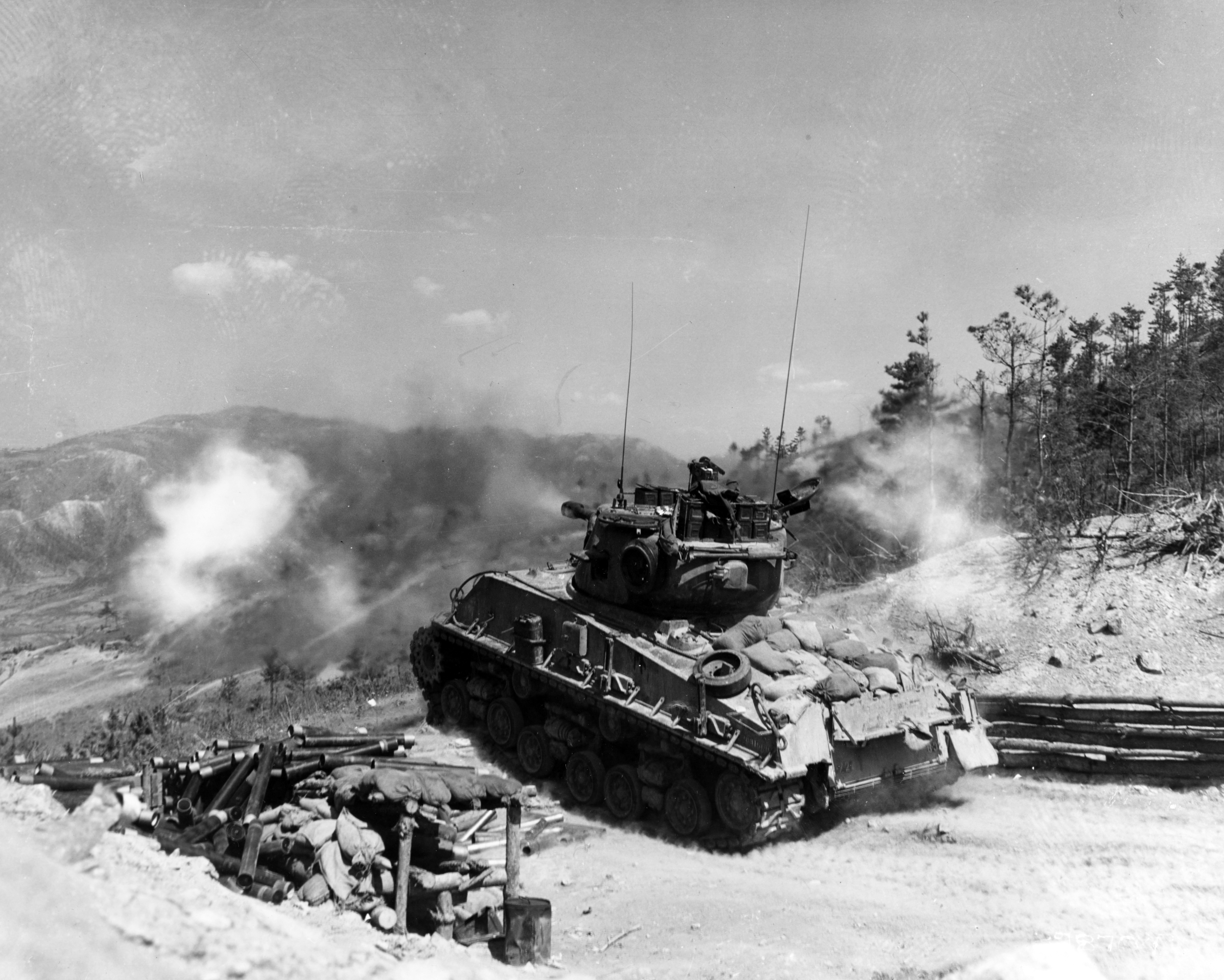
Танк «Шерман» веде бій. 2-га піхотна дивізія. Південна Корея. 1952

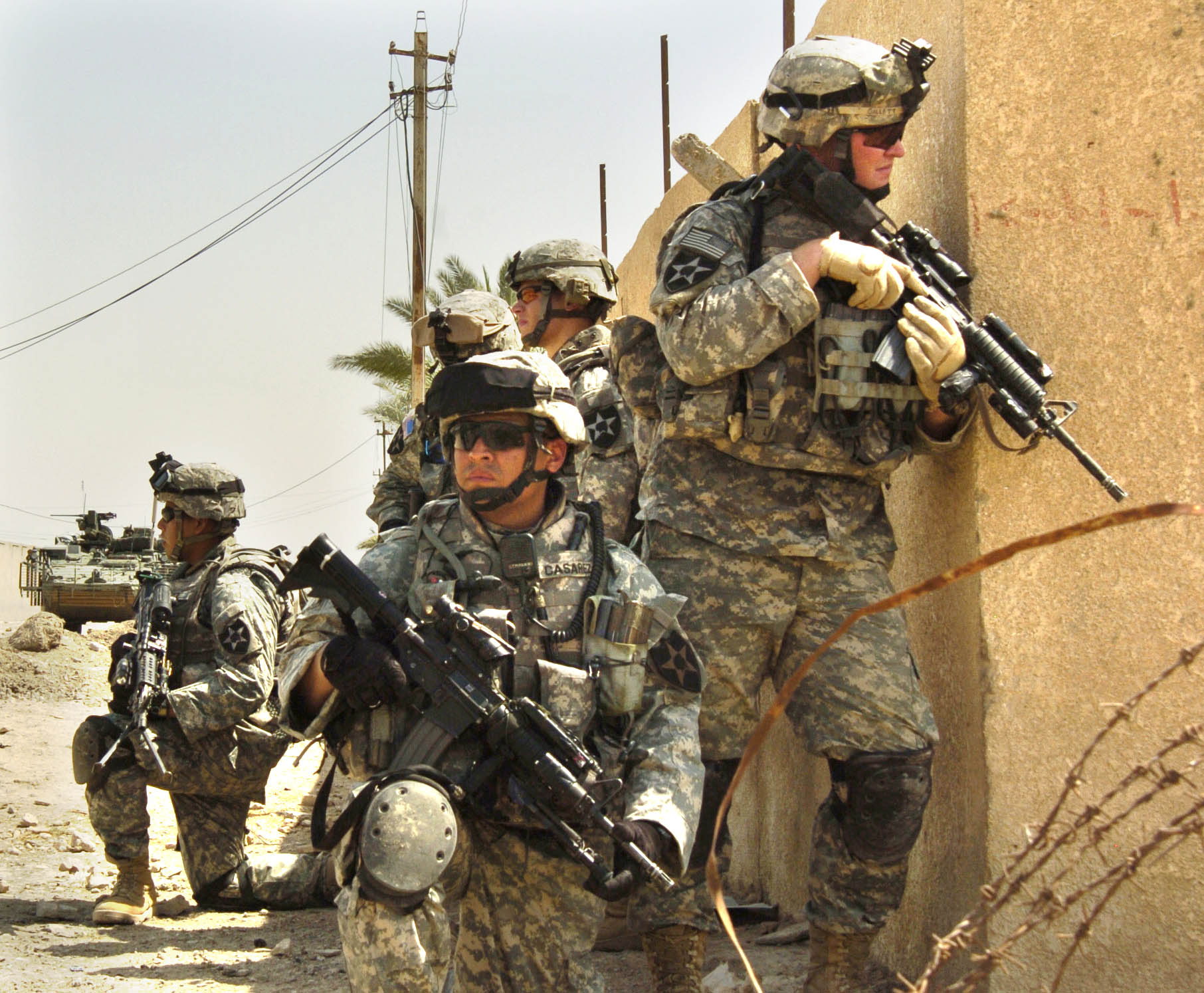
Солдати 2-ї дивізії патрулюють вулиці Багдаду. Ірак. 2006

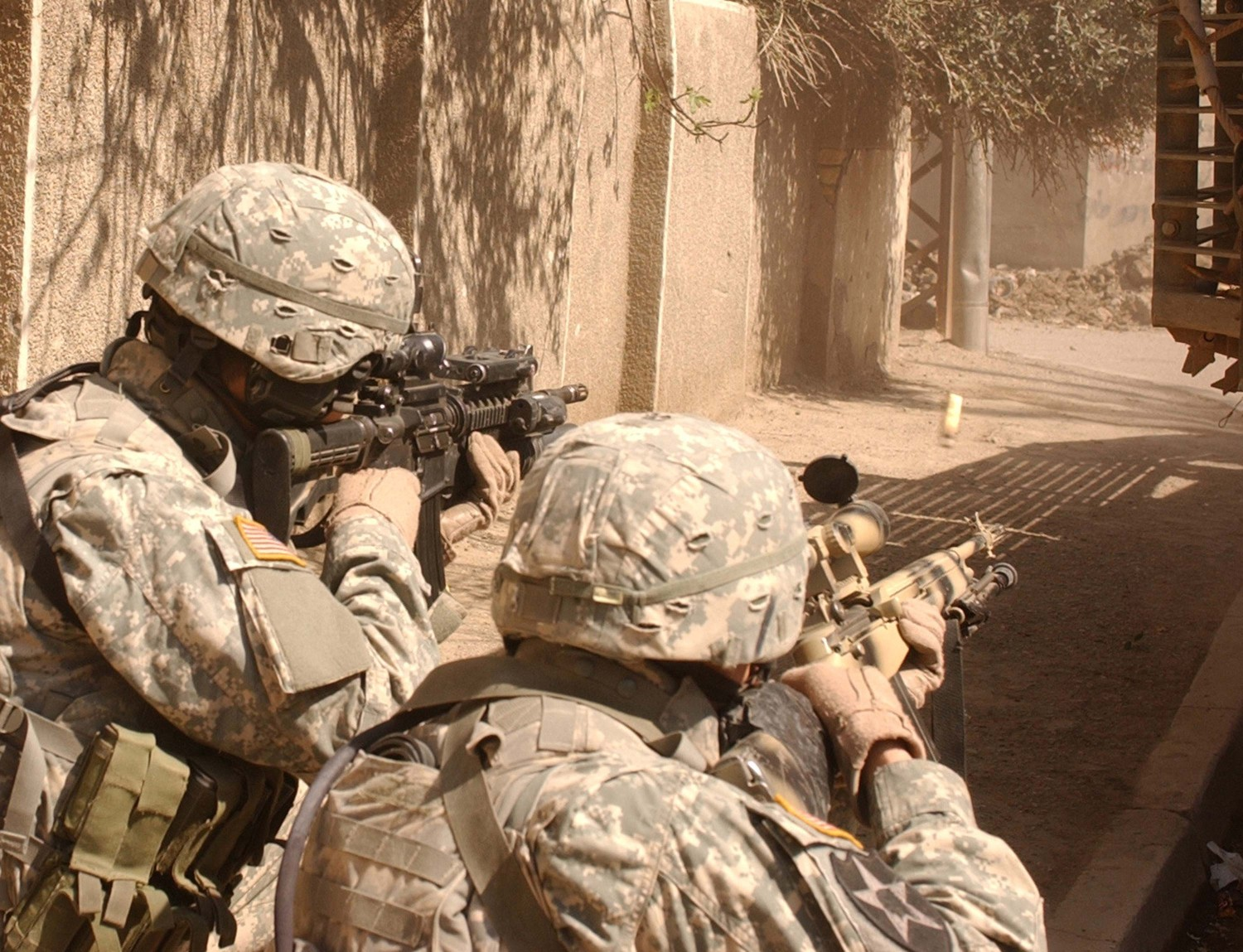
Солдати 2-ї дивізії ведуть бій. Ірак

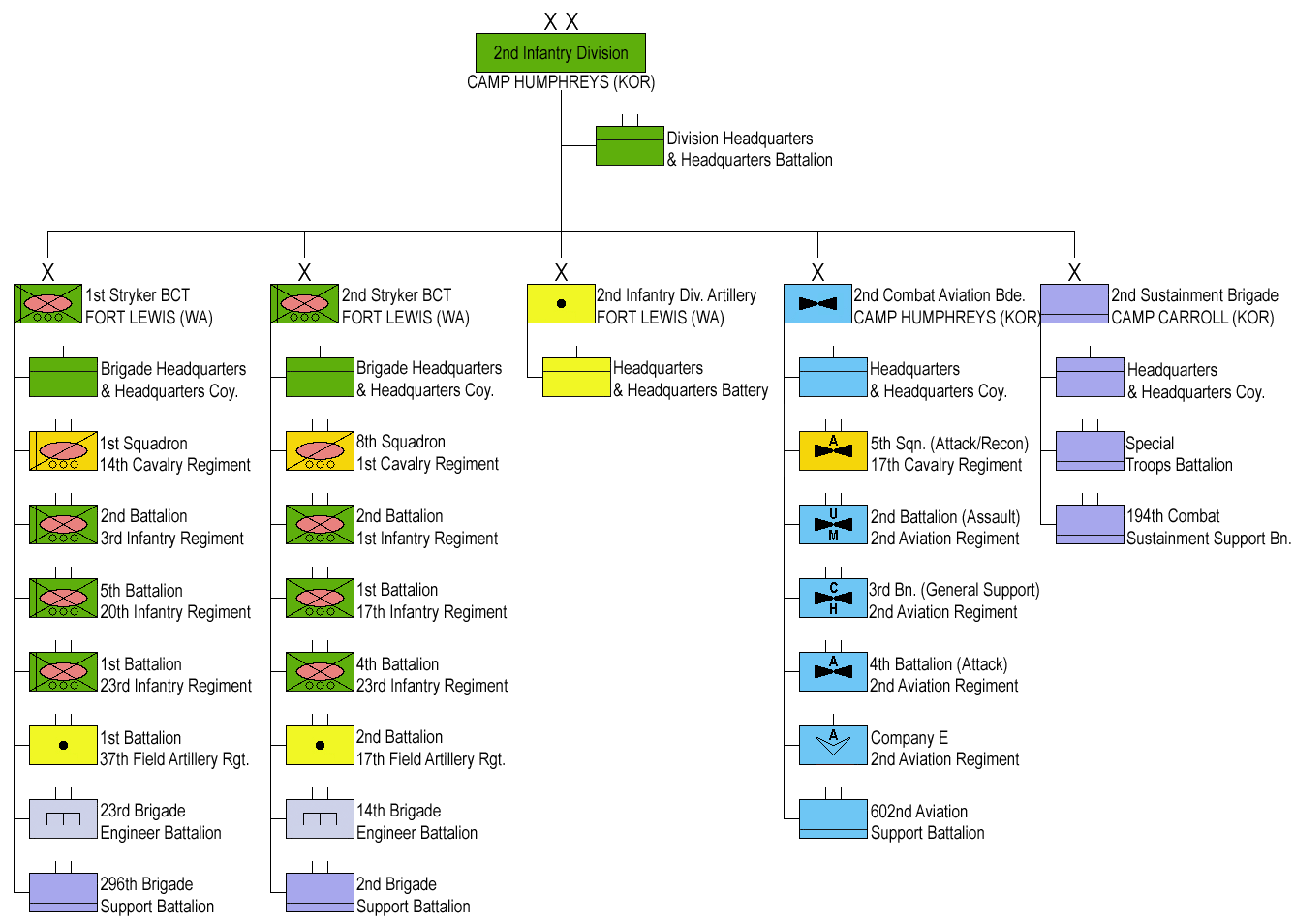
Організаційно-штатна структура дивізії